# Lomandra purpurea
Lomandra purpurea là một loài thực vật có hoa trong họ Măng tây. Loài này được (Endl.) Ewart mô tả khoa học đầu tiên năm 1916.